# Девід Вейн
Девід Вейн (англ. David Wayne; 30 січня 1914 — 9 лютого 1995) — американський актор телебачення, театру і кіно. Його карьєра тривала майже 50 років. Він знявся з відомими акторами, такими як Френк Сінатра, Мерілін Монро, Деббі Рейнольдс, Селеста Голм, Кетрін Хепберн, Елізабет Тейлор і Спенсер Трейсі. Він з'явився в майже 100 фільмах. Він виграв першу премію Тоні за роль у постановці Рейнбоу Фініана.
Вейн Джеймс МакМекан (англ. Wayne James McMeekan) народився у Траверс-Сіті, штат Мічиган, 20 січня 1914 року. Його виховували в Блумінгдейлі, штат Мічиган. Уейн був одружений з Джейн Гордон з 1941 року до її смерті в 1993 році. Вони мали двох дітей.
Девід Вейн помер 9 лютого 1995 року в своєму будинку в Санта-Моніці, штат Каліфорнія, від раку легенів. Йому було 81 рік. Його останки були кремовані.

## Фільмографія
1. 1940: Незнайомець на третьому поверсі (водій)
2. 1949: Ребро Адама (Кіп Ларі)
3. 1952: Ми не одружені! (Джефф Норріс)
4. 1952: Фул-хаус О'Генрі (Гораций)
5. 1953: Як вийти заміж за мільйонера (Фредді Денмарк)
6. 1971: Штам «Андромеда» (доктор Чарлз Даттон)
7. 1978: Даллас (Віллард «Діггер» Барнс)